# オークフーズ
株式会社オークフーズは、和歌山県を中心に展開している飲食業チェーン。株式会社オークワのグループ会社である。主に親会社である株式会社オークワの店舗敷地内、及び敷地付近にある。主な店舗に、洋食メニューを中心とした「レストランOAK」、中華料理の「大阪王将」、大型SCを中心に展開する「フードコート」、ブライダル・催事・飲食・宿泊機能を有する シティプラザホテル などがある。
かつては、オークワ中之町店(ペアシティ)や串本町の現大阪王将の店舗にレストランOAKが存在した。